# Autry Museum of the American West
L'Autry Museum of the American West est un musée d'histoire à Los Angeles, aux États-Unis. Il traite de la Conquête de l'Ouest.

## Collections

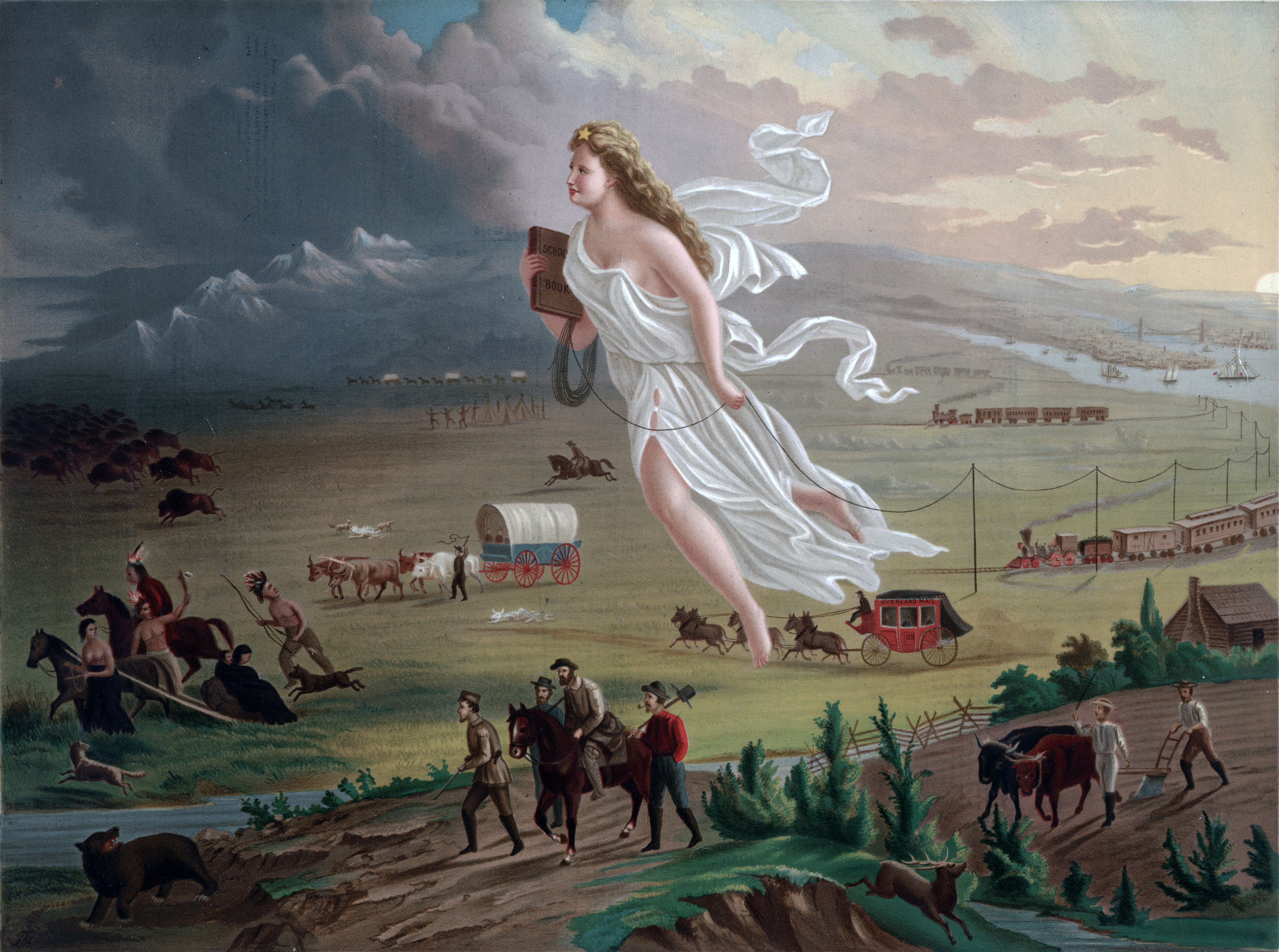
American Progress, John Gast, 1872